# Koghbavan
Koghbavan (in armeno Կողբավան?) è un comune dell'Armenia di 115 abitanti (2009) della provincia di Armavir.